# Ramuntcho (film fra 1919)
Ramuntcho er en fransk stumfilm fra 1919 af Jacques de Baroncelli.

## Medvirkende
- Jacques Roussel som Ramuntcho
- Jeanne Brindeau som Dolores
- Yvonne Annie som Gracieuse
- René Lorsay